# Eudule malefida
Eudule malefida är en fjärilsart som beskrevs av W. Warren 1904. Eudule malefida ingår i släktet Eudule och familjen mätare. Inga underarter finns listade i Catalogue of Life.